# Kärlekens pris (film, 1986)
Kärlekens pris (italienska: Storia d'amore) är en italiensk dramafilm från 1986 i regi av Francesco Maselli.

## Utmärkelser
Filmen vann Grand Prix Spécial du Jury vid filmfestivalen i Cannes 1986.

## Roller (urval)
- Valeria Golino – Bruna Assecondati
- Blas Roca-Rey – Sergio
- Livio Panieri – Mario
- Luigi Diberti – Brunas far
- Gabriella Giorgelli – Sergios mor
- Pierpaolo Benigni – Giovanni